# Joan II Orsini
Joan II Orsini o Joan II Ducas era fill de Joan I Orsini i germà de Nicolau I Orsini, a qui va assassinar i va prendre els dominis com a dèspota de l'Epir i comte de Cefalònia i Lèucada. Aquest comtat el va perdre a favor de Joan I de Gravina, membre dels Anjou de Nàpols. Llavors es va aliar amb l'Imperi Romà d'Orient, però anys més tard els Anjou el van atacar i va haver de sotmetre's al seu vassallatge. Amb la conquesta de Tessàlia va quedar en una situació difícil. Joan II va córrer la mateixa sort que Nicolau, i va morir assassinat el 1335, probablement per la seva muller grega Anna. El fill, menor d'edat Nicefor II Àngel-Comnè, fou proclamat successor i Anna va exercir la regència i va establir una estreta aliança amb l'Imperi Romà d'Orient.

## Ascens al poder i aliança amb l'Imperi Romà d'Orient
Joan era un dels fills del comte de Cefalònia Joan I Orsini i de la seva esposa Maria, filla de Nicèfor I Àngel dèspota de l'Epir. El seu germà gran Nicolau I Orsini va esdevenir dèspota de l'Epir amb l'assassinat del seu oncle Tomàs I Àngel l'any 1318. El 1323 Joan va matar el seu germà i es va proclamar hereu dels dominis del difunt.
El 1324 el senyor al qui devia vassallatge, Joan I de Gravina, anant de camí cap a la guerra amb el romans d'Orient, es va aturar a Cefalònia, al Peloponès, i va deposar Joan com a comte de Cefalònia, territori que va annexar als seus propis. Privat de la seva herència paterna, Joan va haver de fer les paus amb el seu rival Andrònic II Paleòleg, el qual a canvi d'acceptar la seva sobirania el va reconèixer com a dèspota de l'Epir. Per refermar l'aliança es va casar amb Anna Paleòloga, neta de Demetri-Miquel, fill de Miquel de l'Epir, que havia entrat al servei de l'Imperi Romà d'Orient.
Com havia fet abans el seu germà Nicolau, Joan va adoptar la fe ortodoxa, però a més va agafar el cognom "Àngel-Comnè Ducas" dels primers dèspotes de l'Epir.

## La conquesta de Tessàlia
El 1328 va guanyar Ioànnina i l'emperador ho va acceptar. El 1331 Joan fou atacat per Gualter VI de Brienne, duc titular d'Atenes i gendre de Felip I de Tàrent, que havia estat nominat hereu de l'Epir en el seu enllaç matrimonial amb Tamara, filla de Nicèfor Andrònic I. Quan Gautier va assetjar la capital, Arta, Joan es va veure forçat a acceptar sotmetre's a vassallatge de Robert de Tàrent, ja que Felip havia mort. Pel 1333 Joan es feia dir duc de Durazzo i senyor d'Albània. La situació es va revertir quan Gautier va tornar a Nàpols i el 1332 Joan es va veure prou fort per envair el territori de Tessàlia, que havia caigut en l'anarquia amb la mort d'Esteve Gabrielopul. La victòria de Joan va provocar la reacció immediata de l'emperador Andrònic III Paleòleg, el qual reclamava el control d'aquesta zona o almenys, de la part més oriental. De tornada a l'Epir, Joan es va trobar amb dues faccions: els favorables a mantenir el vassallatge als Anjou o i els partidaris a la fidelitat a l'Imperi Romà d'Orient. De sobte va morir el 1335 i va córrer el rumor que l'havia enverinat la seva esposa, que era partidària del romans d'Orient.

## Matrimoni i descendència
Es va casar amb Anna Paleòloga Àngela, filla d'Andrònic, el protovestiari imperial i governador de Berat, amb la qui va tenir el 1335 un fill Nicèfor i dues filles.